# Karl Vodrazka

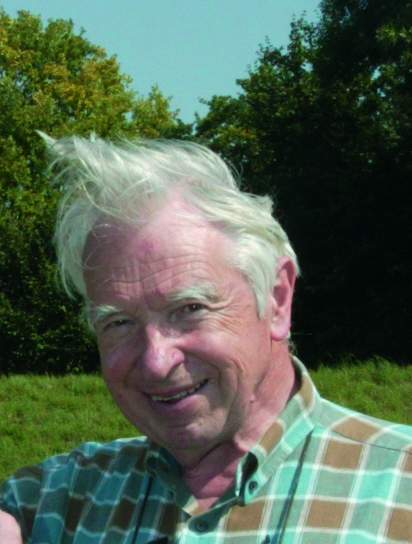
Karl Vodrazka (2009)

Karl Vodrazka (* 29. August 1931 in Wien; † 8. Juli 2016 in Linz) war ab 1971 Professor für Betriebswirtschaftslehre an der Johannes Kepler Universität Linz. Er gilt als einer der bedeutendsten deutschsprachigen Professoren für Betriebswirtschaftslehre, Wirtschaftsprüfung und betriebswirtschaftliche Steuerlehre. Seit 1999 war er Professor Emeritus.

## Leben
Karl Vodrazka wurde am 29. August 1931 in Wien geboren. Er studierte an der Hochschule für Welthandel (jetzt Wirtschaftsuniversität) Wien, wo er 1952 den Titel Diplomkaufmann erhielt, 1954 zum Doktor der Handelswissenschaften promoviert wurde und sich 1964 für Betriebswirtschaftslehre habilitierte. Von 1965 bis 1967 war Vodrazka Privatdozent an der philosophischen Fakultät der Rheinisch-Westfälischen Technischen Hochschule Aachen und von 1967 bis 1971 ordentlicher Professor für Betriebswirtschaftslehre an der Universität Regensburg. 1971 wurde er an die Hochschule für Sozial- und Wirtschaftswissenschaften Linz (ab 1975 Johannes Kepler Universität Linz (JKU)) auf den Lehrstuhl für Betriebswirtschaftslehre mit besonderer Berücksichtigung des Wirtschaftsprüfungswesens berufen.
Zahlreiche akademische Ämter wurden Vodrazka an der JKU übertragen: 1974/75 Senator, 1975/76 Prorektor, 1980/81 Prädekan, 1981/82 Dekan der Sozial- und Wirtschaftswissenschaftlichen Fakultät, 1982/83 Prärektor, 1983–85 Rektor, 1985/86 Prorektor. Seine Schüler schätzten seine Fairness, sein umfassendes Wissen, verbunden mit dem ihm eigenen verbindlichen und für seine Mitarbeiter väterlich fördernden Verhalten.
Seine besondere Liebe – außerhalb seines Fachgebietes – galt der Donau, speziell der Ersten Donau-Dampfschifffahrts-Gesellschaft; davon zeugen einige Publikationen.
Seit 1983 war Vodrazka korrespondierendes Mitglied, seit 1994 wirkliches Mitglied der philosophisch-historischen Klasse der Österreichischen Akademie der Wissenschaften.
Vodrazka heiratete im Jahre 1960 seine Studienkollegin Hertha Vodarek. Die Tochter verstarb schon 2011.

## Schriften (Auswahl)
- Zum Funktionsbegriff in der Betriebswirtschaftslehre, in: Beiträge zur Begriffsbildung und Methode der Betriebswirtschaftslehre, Festschrift für Willy Bouffier zur Vollendung seines 60. Lebensjahres, Wien 1965, S. 215–234.

- Betriebsvergleich, Sammlung Poeschel, Reihe IV, P 51, Stuttgart 1967, 120 Seiten.

- Zu den Zusammenhängen zwischen Kosten-, Ausgaben- und Aufwandsrechnung, in: Gedanken zu aktuellen Problemen der Betriebswirtschaftslehre in Österreich, Festgabe für Willy  Bouffier  zur Vollendung seines 65. Lebensjahres, Innsbruck 1968, S. 91–122.

- Bilanzpolitik, in: Handwörterbuch der Betriebswirtschaft, Vierte, völlig neu gestaltete Auflage, Enzyklopädie der Betriebswirtschaftslehre, Band I/1, Stuttgart 1974, Sp. 909–927, und in: Betriebswirtschaftslehre, Teil 2: Betriebsführung – Instrumente und Verfahren –. Eine systematisierte Auswahl von Beiträgen aus dem Handwörterbuch der Betriebswirtschaft (HWB) für den Studierenden, Stuttgart 1978, S. 324–332.

- Die steuerbegünstigte Übertragung offengelegter stiller Rücklagen – Bedeutung und Vorteilhaftigkeit, Steuer und Wirtschaft, 52. (5.) Jahrgang, 1975, Nr. 4, S. 317–323, und 53. (6.) Jahrgang, 1976, Nr. 1, S. 51–66.

- Wirtschaftlichkeitsprinzip und neuere Entwicklung der Betriebswirtschaftslehre, Schmalenbachs Zeitschrift für betriebswirtschaftliche Forschung, 28. Jahrgang, 1976, Heft 1, S. 43–52.

- Betriebswirtschaftslehre und Recht (mit besonderer Berücksichtigung des Steuerrechts), in: Festschrift für Otto Reimer, Salzburg, München 1976, S. 159–184.

- Bedeutung und Ermittlung der Zahlungsfähigkeit (Zahlungsunfähigkeit) in Betriebswirtschaftslehre und Recht, Journal für Betriebswirtschaft, 27. Jahrgang, 1977, Heft 2, S. 65–94.

- Vergleichsrechnungen, in: Handwörterbuch des Rechnungswesens, Zweite, völlig neu gestaltete Auflage, Enzyklopädie der Betriebswirtschaftslehre, Band III, Stuttgart 1981, Sp. 1626–1635, Dritte, völlig neu gestaltete und ergänzte Auflage, 1993, Sp. 1997-200S.

- § 129. Inhalt des Jahresabschlusses, in: Handbuch Bilanz und Abschlussprüfung, Wien 1983, S. 57–143, 2., neubearbeitete Auflage, 1987, S. 57–143.

- Wesentliche Verbesserung, in: Handwörterbuch unbestimmter Rechtsbegriffe im Bilanzrecht des HGB, Köln 1986, Sp. 5. 447–461.

- Gebarung, Prüfung und Steuerfragen, in: Gerald  Bast / Karl Vodrazka, Universität und Drittmittel, Wien 1990, S. 161–254.

- Die Fortbestehensprognose zur Feststellung der Überschuldung, in: Jahrbuch für Controlling und Rechnungswesen ‘95, Wien 1995, S. 517–535.

- Betriebswirtschaftslehre, in: Geschichte der österreichischen Humanwissenschaften, Band 3.2: Menschliches Verhalten und gesellschaftliche Institutionen: Wirtschaft, Politik und Recht, Wien 2000, S. 207–236.

- Die Anlässe zur Bewertung ganzer Unternehmen und deren Auswirkungen auf diese. Inwieweit geben Standards und Fachgutachten die wirtschaftliche Realität wieder?, in: SWK 2011, Heft 23/24, S. 1113–1124.

- Grundsätze ordnungsgemäßer Finanzplanung – ein Versuch, in: Nadvornik/Kofler/Renner/Schwarz (Hrsg.), Steuergestaltung und Betriebswirtschaft, Festschrift für Josef Schlager zum 65. Geburtstag, Wien 2012, S. 39–58.

- Aufsätze zur Donau, Linz 2009

## Ehrungen
- Kardinal-Innitzer-Preis, 1964
- Mitglied des International Board of Advisors of the Canadian Certified General Accountants' Research Foundation, 1987–1996
- Mitglied der Delegiertenversammlung und stellvertretendes Mitglied des Kuratoriums des Fonds zur Förderung der wissenschaftlichen Forschung, 1988–1994
- Mitglied des Vorstandes des Förderungsvereins der Hochschule für künstlerische und industrielle Gestaltung (seit 2003 Universität) in Linz, seit 1991
- Ehrenmitglied des Verbandes der akademisch geprüften Versicherungskaufleute Linz, 1993
- Wissenschaftsmedaille der Stadt Linz, 1998
- Österreichisches Ehrenkreuz für Wissenschaft und Kunst I. Klasse, 2000
- Goldenes Ehrenzeichen des Landes Oberösterreich, 2007
- Jährliches Karl-Vodrazka-Kolloquium des Institutes für Betriebswirtschaftslehre an der JKU seit 2007